# 35621 Lorius
35621 Lorius este o planetă minoră (asteroid), cu un diametru de 4,825 km, din centura de asteroizi. A fost descoperită pe 15 mai 1998 la Astronomické observatórium Modra⁠(d) de Adrián Galád⁠(d) și a fost numită după Claude Lorius⁠(d). 
Obiectul prezintă o orbită caracterizată de o semiaxă mare de 2,991695 UAi, o excentricitate de 0,08, o înclinație de 13,4069 ° în raport cu ecliptica.